# Plastic Love
是竹內瑪莉亞的歌曲，收錄於1984年發行的錄音室專輯《VARIETY》。歌曲因為YouTube演算法的關係，於網路上爆紅，並在發表35年之後首度推出音樂錄影帶。

## 背景
於1984年發行，收錄在竹內瑪莉亞轉型創作歌手最為成功的專輯之一《VARIETY》當中，該專輯由竹內瑪莉亞與山下達郎共同創作，歌詞描述一個女人失去了真心喜歡的男人，無論有多少人追求她，都無法擺脫分開造成的孤獨感。
曲目在发布之时的最高成績为Oricon綜合單曲榜第86名。

## 复兴
2017年，一名名叫的YouTube用戶上傳了一段时长为八分钟的由粉丝制作的Remix版音乐。这一影片在上传之初使用了 Alan Levenson 为 Takeuchi 的单曲“Sweetest Music”所制作的封面的裁剪版本作为影片封面。
当时恰逢蒸汽波音乐类型的流行 ，Plastic Love 在的推荐算法加持之下迅速變得熱門起來。它很快被作为网络迷因传播开来，在 Reddit 上出现了许多关于它的讨论帖文， DeviantArt 上也涌现出了许多对“Sweetest Music”封面的二次创作。
然而Plastic Love影片封面所使用的“Sweetest Love”封面图像因涉及与Alan Levenson的版权纠纷而导致影片从YouTube撤下，后于2019年恢复，并在影片简介中注明了图像版权归属者Alan Levenson。
影片被撤下前获得了2400万次观看，影片恢复后，截止到2021年6月已擁有超過6300萬次的觀看次數。

## 發行
收錄於竹內瑪莉亞第六張錄音室專輯《VARIETY》，該專輯於1984年4月25日發售。隔年3月25日，以12英寸單曲的形式發售，收錄、兩首歌。
歌曲在發售後的30年，成為LaLa TV電視劇《我們無法被求婚的101個理由》的主題曲。為了慶祝出道40周年，竹內瑪莉亞推出新精選輯，也收錄在其中。

## 音樂錄影帶
在歌曲推出的35年後，日本華納音樂於2019年5月16日發佈了的短版音樂錄影帶，音樂錄影帶由林響太朗擔任監督。完整內容收錄於，於2021年11月11日在YouTube日本華納音樂頻道裡公開MV的完整版。

## 評價
隨著網路的興起，受到世人注目，除了上的千萬觀看次數，還廣受好評，更被譽為是城市流行的經典代表。至今推出多年，擁有不少翻唱版本，包括了梅豔芳、tofubeats、蔡一傑、9m88等人。
《The Music》的唐納德·芬萊森（Donald Finlayson）稱其為網路神秘力量的典範，適合在開著豐田Supra優遊城市時聆聽。的萊恩·巴西勒（Ryan Bassil）評論是那種彷彿早就聽過且烙印在你大腦的歌，你對它有種強烈的連結與共鳴，即使不懂歌詞的內容，聽眾仍能從音樂感受到情感，並稱讚這首80年代的日語歌曲為世上最好的流行音樂。Pitchfork的张猫（Cat Zhang）则评价道，成为了许多乐迷接触城市流行大门的钥匙。